# 克尼特尔费尔德附近圣马赖恩
克尼特尔费尔德附近圣马赖恩是奥地利施蒂利亚州克尼特尔费尔德县的一个市镇。总面积60.64平方公里，总人口1214人，人口密度20.0人/平方公里（2005年）。